# Antitrygodes callibotrys
Antitrygodes callibotrys är en fjärilsart som beskrevs av Louis Beethoven Prout 1918. Antitrygodes callibotrys ingår i släktet Antitrygodes och familjen mätare. Inga underarter finns listade i Catalogue of Life.